# Alice Chapin
Alice Chapin, o Alice Ferris (Keene, 28 agosto 1857 – Keene, 5 luglio 1934), è stata un'attrice, drammaturga e suffragetta statunitense, attiva in Inghilterra. Tornò negli Stati Uniti dove interpretò alcuni ruoli in film muti.

## Biografia

### Primi anni e formazione
La Chapin nacque a Keene, New Hampshire, da Ephraim Atlas Chapin, che aveva interessi nella ferrovia, e da Josephine, nata Clark. Alice aveva un fratello maggiore, Alfred, che fu eletto come democratico al 52º Congresso degli Stati Uniti.

### Carriera
Dopo il 1868, si trasferì a Brooklyn, dove ebbe successo nel teatro amatoriale, e suo fratello divenne un politico e avvocato di successo. Fece un matrimonio infruttuoso con un agente immobiliare e il suo nome fu brevemente Ellis finché non ottenne il divorzio nel giugno 1888. Ebbe un figlio, Harold Chapin, e si trasferì in Inghilterra prendendo con sé una grande eredità da sua madre. In Inghilterra ebbe una figlia, Elsie Chapin.
A Londra, la sua vita comportava la recitazione professionale. È apparsa in produzioni importanti, tra cui The Websters, con suo figlio Harold e la futura moglie Calypso Valetta, al Royalty Theatre. Sul piano politico, era un membro attivo della Actresses' Franchise League. La lega comprendeva molte attrici importanti tra i suoi membri e, con il loro aiuto, produsse il teatro suffragista. La Chapin scrisse e adattò alcune delle opere teatrali.

### Attivismo
Chapin fu anche suffragetta militante all'interno della Women's Freedom League e fu condannata al carcere nel 1911. Lei e Alison Neilans spruzzarono sostanze chimiche sulle schede elettorali nel suppletivo delle Elezioni di Bermondsey del 1909. La protesta era intesa a sottolineare che il primo ministro aveva rifiutato di vedere una delegazione. La Chapin riuscì a danneggiare molte schede elettorali e Neilans ne danneggiò alcune. Tutte le schede erano ancora leggibili e John Dumphreys fu eletto. Tuttavia, l'ufficiale presiedente George Thorley si ritrovò con le sostanze chimiche negli occhi. Ai loro test i medici dissero che Thorley avrebbe potuto avere una foschia sugli suoi occhi per la vita. Le suffragette credevano che Thorley avesse esagerato la ferita e che il danno fosse dovuto alla sua applicazione di ammoniaca dopo l'incidente nel tentativo di alleviare ogni danno.
La Chapin e la Neilans furono processate all'Old Bailey e la Neilans in seguito pubblicò un resoconto della loro difesa. Alla Chapin fu comminata una sentenza più grave di quella della Neilans, ma fu rilasciata due giorni dopo sotto il "Perdono del re".

### Vita privata
Nel frattempo suo figlio Harold stava seguendo una carriera di attore, oltre a scrivere e mettere in scena opere teatrali a Londra. Si arruolò nel Royal Army Medical Corps, nonostante fosse un americano. Fu ferito e ucciso mentre faceva volontariato alla Battaglia di Loos nel 1915. La perdita del suo talento fu paragonata alla morte di Rupert Brooke. Alice apparve con Gerald du Maurier, Sydney Fairbrother e Calypso Valetta in una presentazione commemorativa di quattro delle sue opere. Una delle opere, The Philosopher of Butterbiggens, è stata ricreata a Provincetown, Massachusetts, con Elsie Chapin come regista.
Alice Chapin tornò negli Stati Uniti e nel 1917 apparve in film muti.
Morì a Keene, New Hampshire nel 1934.

## Commedie
- Shame (with E.H.C. Oliphant 1892)
- The Wrong Legs (1896)
- A Knight Errant (1906)
- The Happy Medium (con P. Gaye, 1909)
- Outlawed (Court, 1911) una drammatizzazione, scritta con Mabel Collins, del romanzo della Collins e della leader della Women's Freedom League, Charlotte Despard

## Filmografia parziale

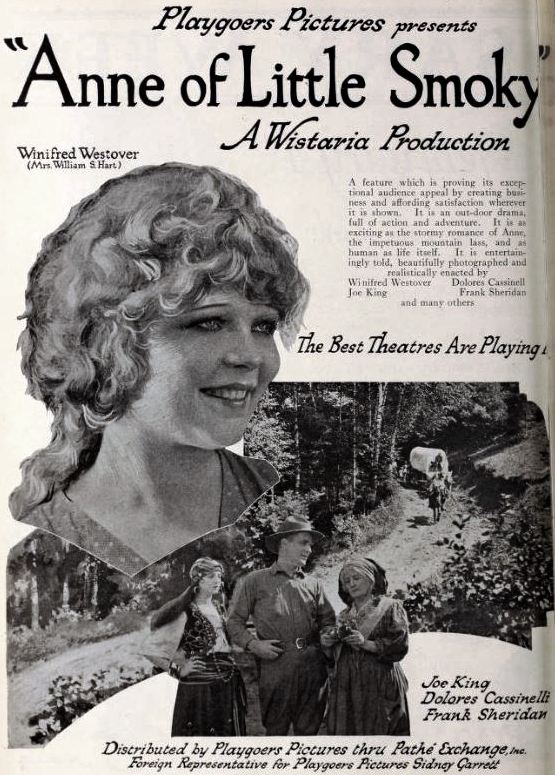
Anne of Little Smoky (1921)

- Thais (1917)
- The Spreading Dawn (1917)
- By Hook or Crook (1918)
- Anne of Little Smoky (1921)
- Icebound (1924)
- Daughters of the Night (1924)
- Manhattan (1924)
- Amore argentino (1924)
- Youth for Sale (1924)
- The Crowded Hour (1925)
- Pearl of Love (1925)